# Dekel Keinan
Dekel Keinan (på hebraisk: דֶקֶל קֵינַן) (født 15. september 1984 i Rosh HaNikra, Israel) er en israelsk fodboldspiller, der spiller som midterforsvarer hos FC Cincinnati i USA. Han har spillet for klubben siden 2018. Tidligere har han spillet for blandt andet Maccabi Haifa, Blackpool, Cardiff City samt på flere leje ophold hos henholdsvis Bnei Sakhnin, Maccabi Netanya, Crystal Palace samt Bristol City.
Keinan var med Maccabi Haifa med til at vinde det israelske mesterskab i både 2004 og 2009, ligesom det i 2008 blev til triumf i landets pokalturnering. 

## Landshold
Keinan står (pr. marts 2018) noteret for 27 kampe for Israels landshold, som han debuterede for 2. juni 2007 i en EM-kvalifikationskamp mod Makedonien. 

## Titler
Israelske Mesterskab
- 2004 og 2009 med Maccabi Haifa

Israelske Pokalturnering
- 2008 med Maccabi Haifa